# Mollepata (distrito)
O Distrito peruano de Mollepata é um dos 9 distritos da Província de Anta, situada no Departamento de Cusco, pertenecente a Região Cusco, Peru.

## Transporte
O distrito de Mollepata é servido pela seguinte rodovia:
- CU-109, que liga o distrito à cidade de Santa Teresa
- PE-3S, que liga o distrito de La Oroya à Ponte Desaguadero (Fronteira Bolívia-Peru) - e a rodovia boliviana Ruta 1 - no distrito de Desaguadero (Região de Puno)  [1][2][3]